# Nowy świat (album)
Nowy świat – drugi solowy album Roberta Jansona wydany w 1999 roku nakładem wytwórni Zic Zac.

## Lista utworów
źródło:.
| 1.  | „Nowy świat”            | 3:51  |
|     |                         |       |
| 2.  | „Twój szczęśliwy dzień” | 3:15  |
|     |                         |       |
| 3.  | „Rozmowa w katedrze”    | 5:06  |
|     |                         |       |
| 4.  | „Ten jeden raz”         | 4:40  |
|     |                         |       |
| 5.  | „Czas na zmiany”        | 4:29  |
|     |                         |       |
| 6.  | „Nie umiem zapomnieć”   | 4:18  |
|     |                         |       |
| 7.  | „Dom bez miłości”       | 4:53  |
|     |                         |       |
| 8.  | „Opiekun snów”          | 4:55  |
|     |                         |       |
| 9.  | „On”                    | 4:55  |
|     |                         |       |
| 10. | „Ona”                   | 3:49  |
|     |                         |       |
| 11. | „Ono”                   | 3:26  |
|     |                         |       |
|     |                         | 47:37 |
|     |                         |       |

## Twórcy
źródło:.
- Robert Janson – produkcja, programowanie
- Kuba Badach – śpiew
- Marek „Bruno” Chrzanowski – gitara basowa
- Michał Dąbrówka – perkusja
- Daria Druzgała – chórki
- Michał Grymuza – gitara
- Paweł Iwaszkiewicz – flet irlandzki
- Krzysztof Kobus – dudy
- Olga Komorowska – śpiew
- Tomasz Łosowski – perkusja
- Robert Majewski – trąbka
- Anna Olek-Sikorzak – harfa
- Magda Steczkowska – chórki
- Wojciech Wójcicki – instrumenty klawiszowe
- Izabela Ziółek – chórki
- Orkiestra Filharmonii Narodowej

oraz
- Foto: Adam Wlazły
- Projekt: Michał Lagne DABOLOTIKET KUNSZT